# Mall of America

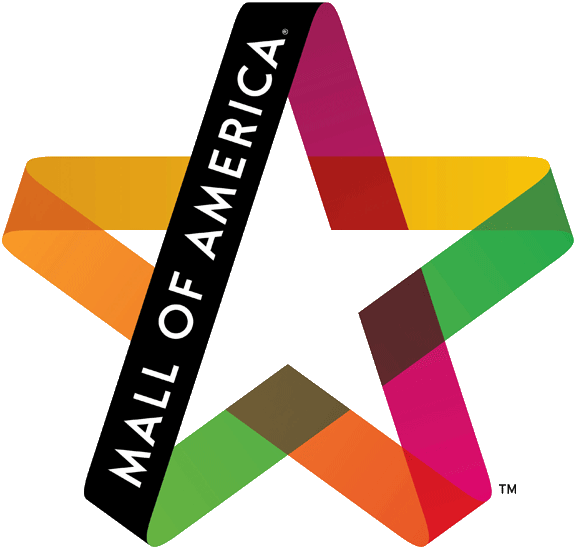
Logo.

Il Mall of America (anche MOA, MoA, o MegaMall) è un centro commerciale che si trova nelle Twin Cities, ovvero Minneapolis e Saint Paul, in Minnesota. Precisamente sorge a Bloomington, un sobborgo dell'area metropolitana di Minneapolis.
Divenne il secondo centro commerciale più grande negli Stati Uniti quando aprì nel 1992; non è mai stato il più grande del mondo: quando fu aperto era il secondo più grande a livello mondiale. Centri commerciale più grandi si possono trovare in Turchia (Cevahir Mall), Cina, India, Giappone, Canada (West Edmonton Mall), Filippine (Mall of Asia, SM North EDSA, SM Megamall), e Malaysia (Berjaya Times Square, Mid Valley Megamall). Comunque il Mall of America è il centro commerciale più visitato nel mondo, con oltre 40 milioni di visitatori all'anno (circa 8 volte la popolazione del Minnesota).

## Design
Il Mall of America ha una superficie di 390 000 m². Il centro commerciale è una struttura simmetrica, con una forma quasi rettangolare. Più di 520 negozi sono disposti in tre livelli; un altro quarto piano disposto lateralmente. Quattro negozi importanti (Nordstorm, Macy's, Sears e Bloomingdale's) sono localizzati agli angoli del centro commerciale. Il Mall of America ha assunto più di 12 000 lavoratori.
Due parcheggi vicini, a est e a ovest del centro commerciale, forniscono circa 13 000 posti auto disposti su 7 livelli. Parcheggi a nord e a sud della struttura, portano il totale numero di posti auto a 20.000.

## Parco giochi

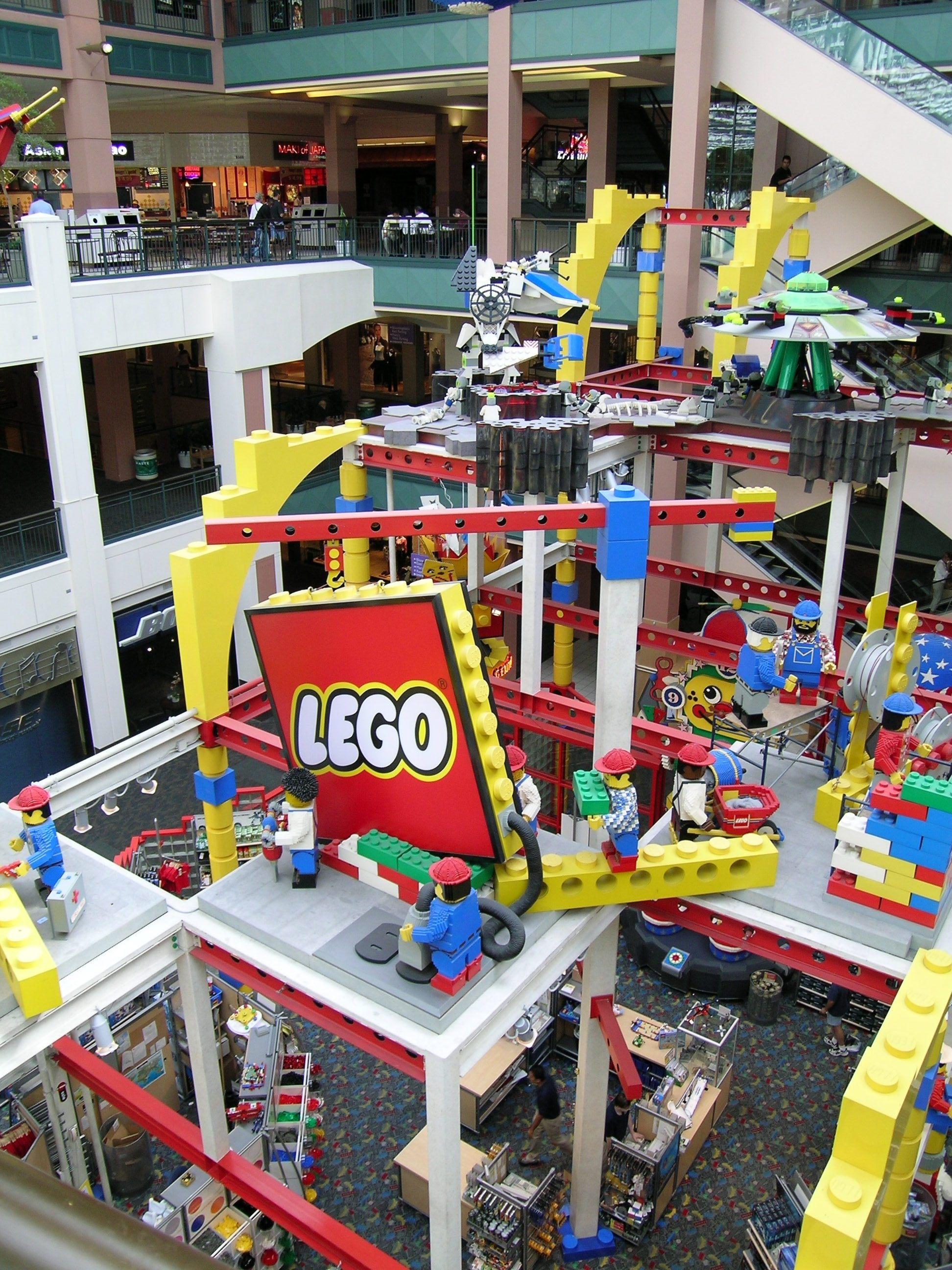
Sculture di LEGO

Il parco giochi è un parco a tema interno, al centro del Mall. Il parco offre tantissime attrazioni, ed è il parco-giochi interno più grande negli Stati Uniti.
Il parco fu inizialmente chiamato Camp Snoopy, e aveva come mascotte Snoopy e altri personaggi dei fumetti tratti dai Peanuts. Durante la stagione autunnale viene chiamato Camp Spooky in onore di halloween. Ma il 19 gennaio 2006 il campo perse i diritti di utilizzare i personaggi di Peanuts, e cambiò il nome in The Park at MOA. Nel 2007 il centro commerciale annunciò di aver firmato un contratto con Nickelodeon che porterà nel parco nuove mascotte come SpongeBob SquarePants, Dora the Explorer e Jimmy Neutron.

## Attrazioni
- Cinema con 14 sale
- Parco giochi (The Park at MOA)
- Acquario
- Una chiesa per i matrimoni (chiamata The Chapel of Love)
- Lego Imagination Center

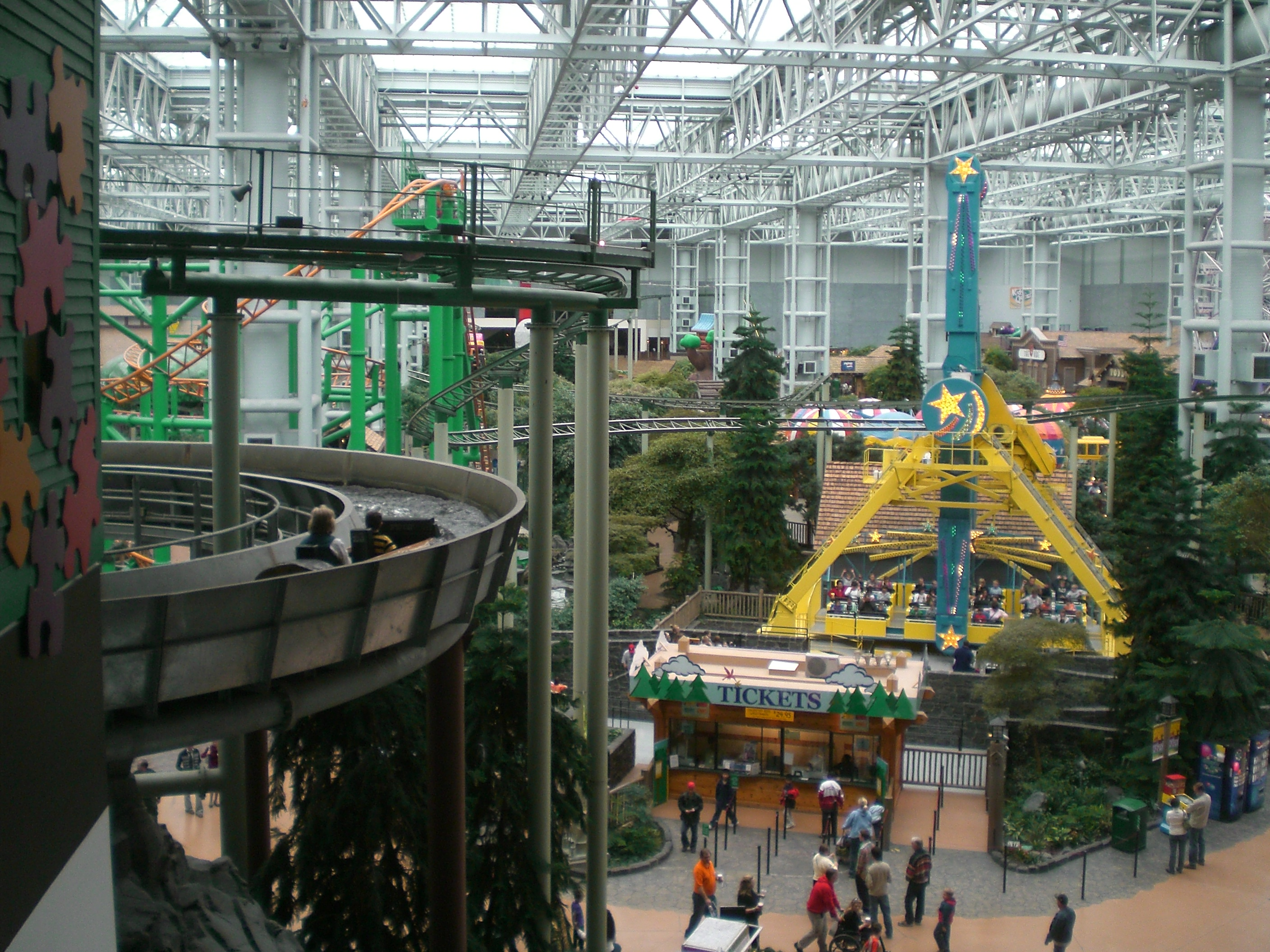
The Park at MOA
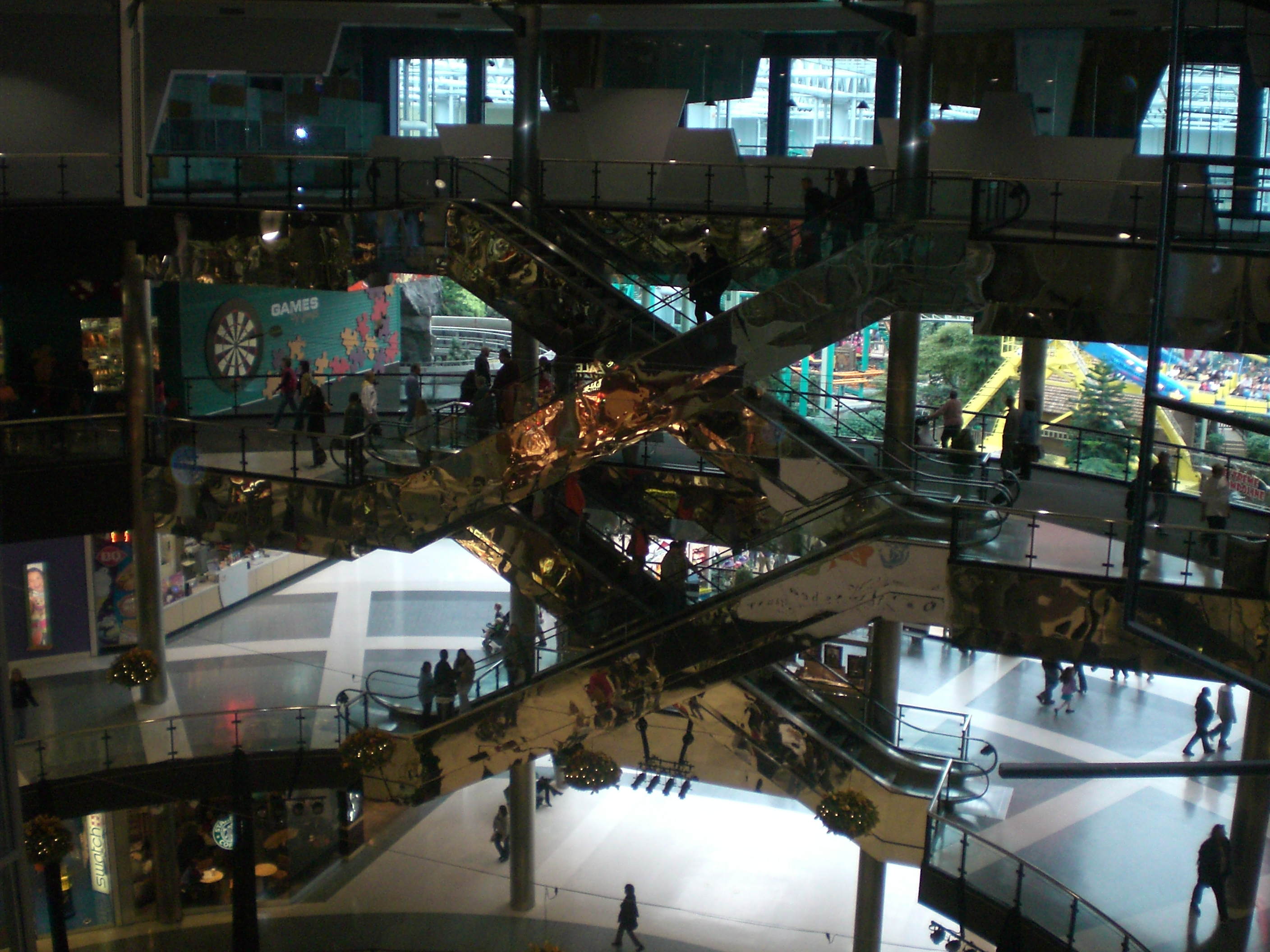
Scale mobili del centro commerciale
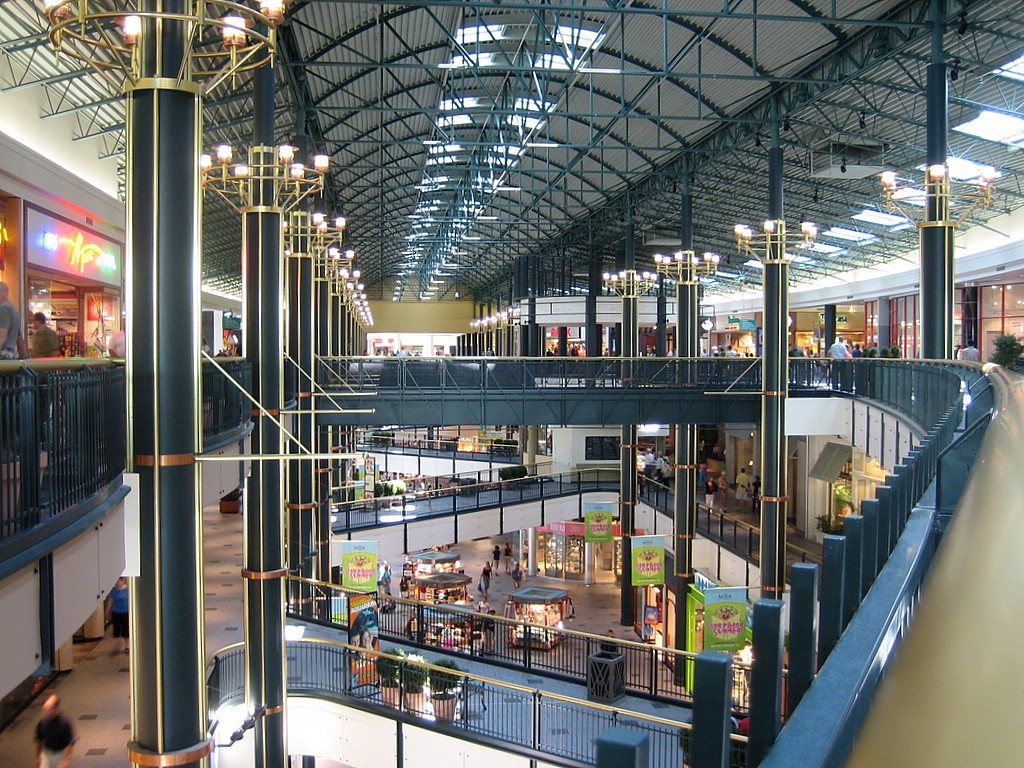
Interno MOA